# Terrorangrebet ved Tusjino
Terrorangrebet ved Tusjino foregik den 5. juli 2003 da to kvindelige selvmordsterrorister – såkaldt shahidkaer – sprængte sig i luften ved en udendørs rockkoncert ved Tusjino flyveplads nær Moskva. Der var ved angrebene omkring 40.000 tilskuere til koncerten. De to separate eksplosioner kostede i alt 17 dødsfald (foruden de to selvmordsbombere) og over 50 sårede.
De to kvindelige selvmordsbombere bar bombebælter pakket med søm og skruer. Den første kvindes bombebælte fungerede tilsyneladende ikke og hun dræbte kun sig selv og en tilfældig forbipasserende. Femten minutter senere udløstes den anden kvindes bombebælte og 16 unge koncerttilskuere blev dræbt. Det menes at begge kvinder blev detoneret af en tredje person ved brug af mobiltelefon. Koncerten med Machina Vremeni (russisk: Машина Времени; "Tidsmaskinen"), et af Ruslands mest populære bands, fortsatte uforstyrret af bomberne, for ikke at skabe panik blandt de mange tilskuere.
Ulig de fleste andre terroraktioner med tjetjensk element var der ingen gruppe tog ansvaret for terrorangrebet ved Tusjino. Den ene selvmordsterrorist (hvis bombebælte ikke fungerede) er blevet identificeret som den 20-årige tjetjenske pige Zulikhan Suleymanovna Elikhadzhijeva (også translittereret "Elikhadzhiyeva" og "Yelikhadzhiyeva"; hendes pas blev fundet på pladsen), den anden kvinde var den 26-årige Zinaida Alijeva – ligeledes fra Tjetjenien. Zulikhan Elikhadzhijeva var en tilsyneladende veltilpasset pige fra en velstående familie i Tjetjenien, men hendes halvbror Danilkhan, der gik under aliasset "Afghaneren", var involveret i den tjetjenske oprørsbevægelse. Fem måneder før Zulikhan gjorde selvmord i Tusjino, var pigen blevet kidnappet af broderen og taget til et ukendt sted og holdt isoleret. Det spekuleres hun der blev udsat for afpresning og/eller hjernevask til at foretage selvmordsangrebet. Faderen har udtalt an han beskylder Danilkhan for hendes død.